# Miki Ishii
Miki Ishii (Yokohama, 7 de novembro de 1989) é ex-voleibolista indoor, atualmente uma jogadora de vôlei de praia japonesa, medalhista de bronze nas edições do Campeonato Asiático em 2016 na Austrália,  em 2018 e 2020 na Tailândia.

## Carreira
Os primeiros passos na vida esportiva deu-se quando aos 8 anos de idade quando praticou o voleibol indoor, nas temporadas 2008-09 e 2009-10 jogou profissionalmente pelo Hisamitsu Springs e no  período de 2012 a 2014 reforçou o elenco do JT Marvelous.Em 2015 estreou no Circuito Mundial de Vôlei de Praia, no Aberto de Fuzhou ao lado de Megumi Murakami, também alcançaram o quarto lugar na etapa de Ha Long pelo Circuito Asiático de Vôlei de Praia d 2015, vice-campeãs da Continental Cup de 2015 na Coreia do Sul.
Em 2016 ao lado de Megumi Murakami disputaram o Circuito Neozelandês de Vôlei de Praia, obtendo o título da etapa de Wellington, terceiro posto em Mount Munganui  e  segundo lugar em Auckland; além da medalha de bronze no Campeonato Asiático de 2016 sediado em Sydney, foram campeãs da Continental Cup (Semifinal) e quarta colocação na etapa Final, no circuito mundial tiveram o quinto lugar no Grand Slam de Long Beach como melhor resultado.
Na temporada de 2017 iniciou ao lado de Yukako Suzuki terminaram na quarta colocação no Circuito Asiático em Satun e terminaram em quinto na edição do Campeonato Asiático de 2017 sediado em Songkhla, disputou ao lado de Megumi Murakami  torneio quatro estrelas do Rio de Janeiro, encerrando a temporada com Yukako Suzuki no torneio tres estrelas de Moscou.
Ainda  em 2017 sagraram-se campeãs do torneio uma estrela de Daegu, quarto lugar no uma estrela de Aalsmeer.Com Megumi Murakami  retomou desde o início de 2018, sendo campeãs da etapa de Okinawa, Hiratsuka,Osaka e Wakasaobama do Circuito Japonês, foram vice-campeãs da etapa de Manly Beach  pelo Circuito Austaliano.Foram terceiras colocadas no torneio tres estrelas de Tóquio e medalhistas de bronze no Campeonato Asiático realizado em Satun.
No ano de 2019 competiu ao lado de Megumi e conquistaram  o título da etapa de 	Hiratsuka, Nagoya, e o bronze em Osaka pelo circuito nacional, o vice-campeonato na etapa de Samila e o título em Can Tho válidos pelo circuito asiático.Ainda atuou com Sayaka Mizoe na conquista do vice-campeonato no torneio duas estrelas em Zhongwei e no Continental Cup na mesma cidade.
Em 2020 conquistou como Megumi Murakami no bronze no Campeonato Asiático em Udon Thani, a dupla representará o Japão nos Jogos Olímpicos de Verão de 2020 em Tóquio, adiado para 2021. Nos Jogos Asiáticos de 2022, conquistou a medalha de prata ao lado de Sayaka Mizoe na competição.

## Títulos e resultados
- Jogos Asiáticos: 2022
- Torneio 1* de Daegu do Circuito Mundial de Vôlei de Praia:2017
- Torneio 2* de Zhongwei  do Circuito Mundial de Vôlei de Praia:2019
- Torneio 1* de Tóquio do Circuito Mundial de Vôlei de Praia:2018
- Torneio 1* de Aalsmeer do Circuito Mundial de Vôlei de Praia:2017